# ويليام بلير بروس
ويليام بلير بروس هو رسام كندي، ولد في 8 أكتوبر 1859 في هاميلتون في كندا، وتوفي في 17 نوفمبر 1906 في ستوكهولم في السويد.

## معرض صور

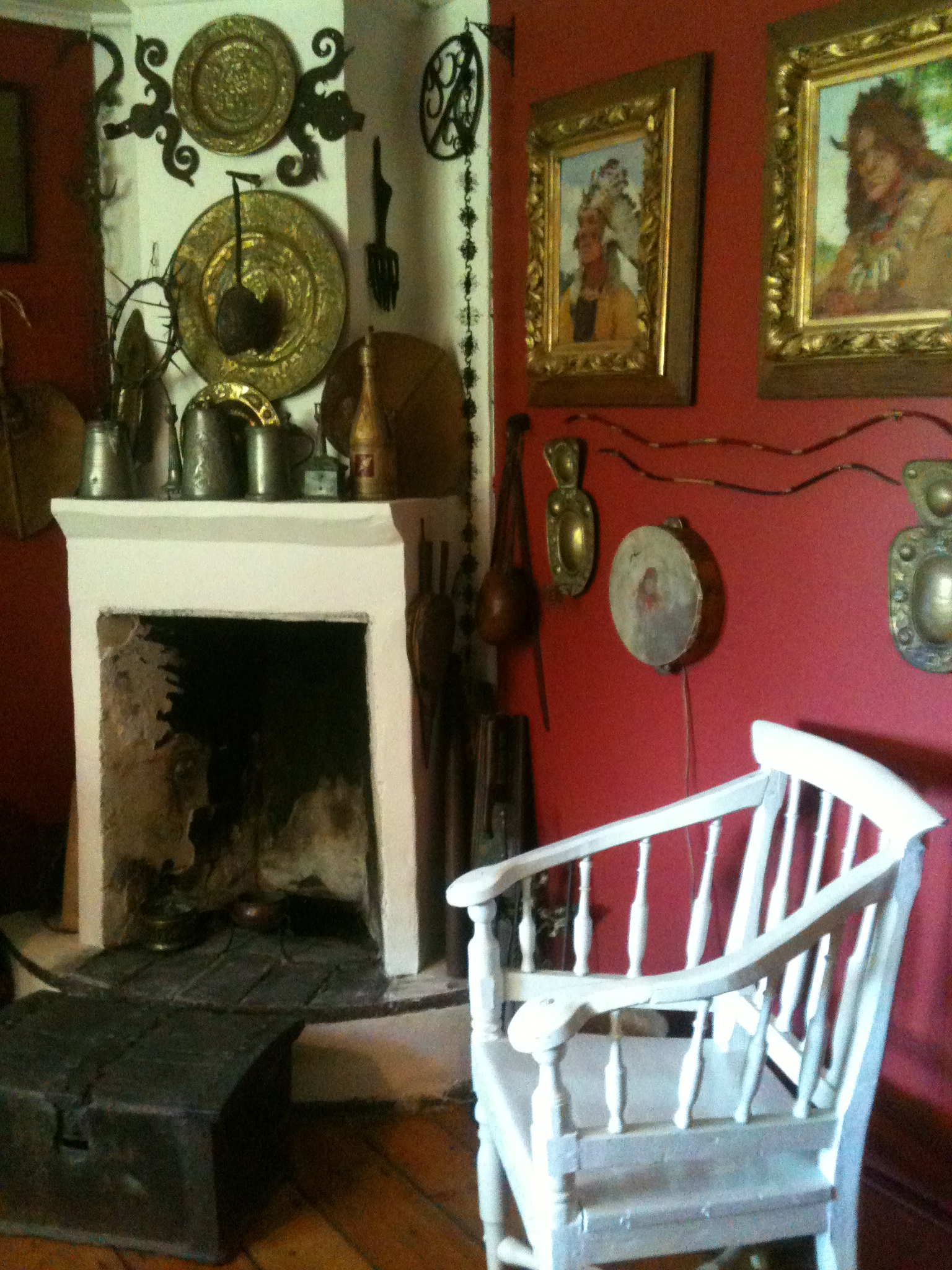
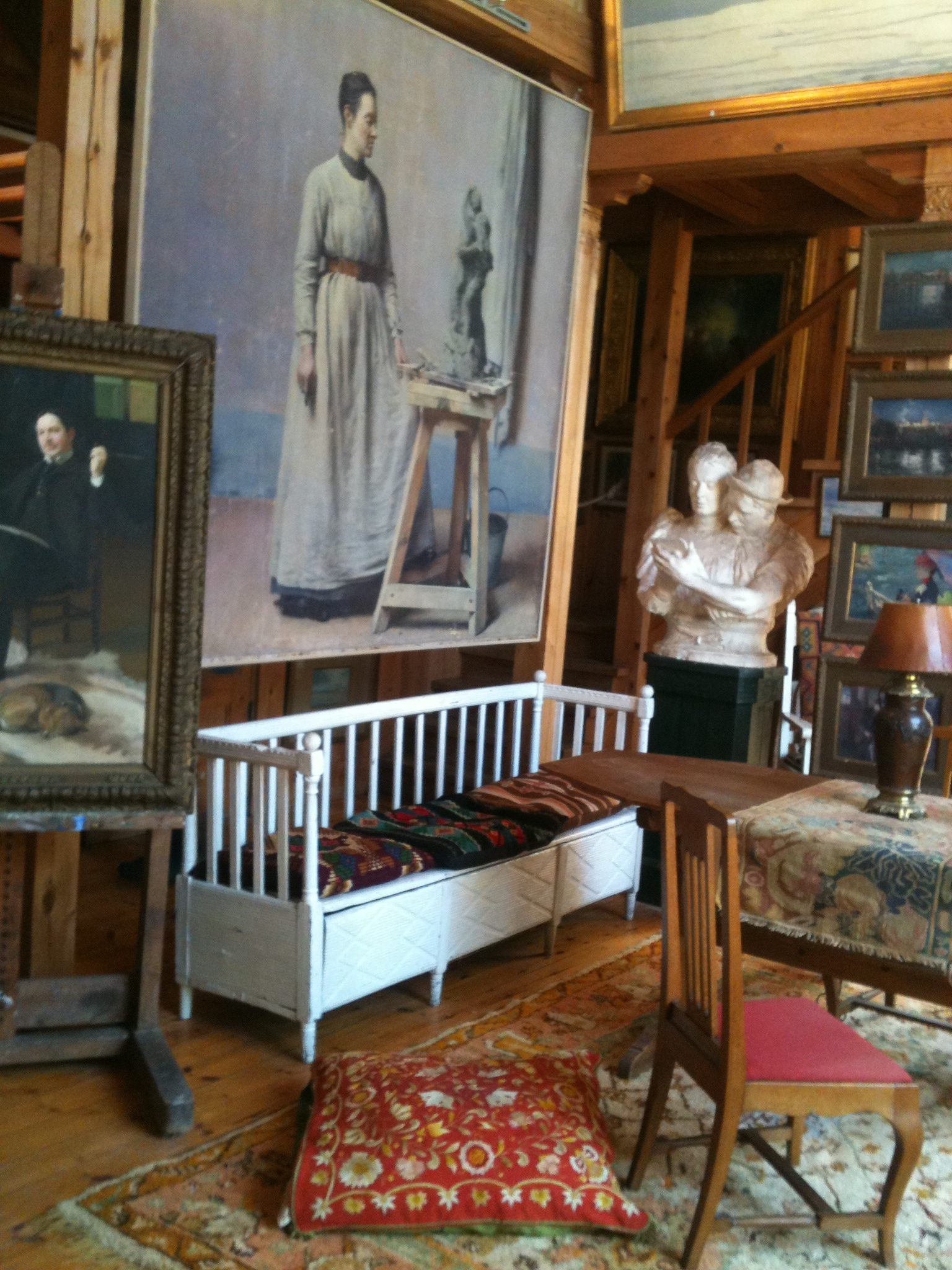
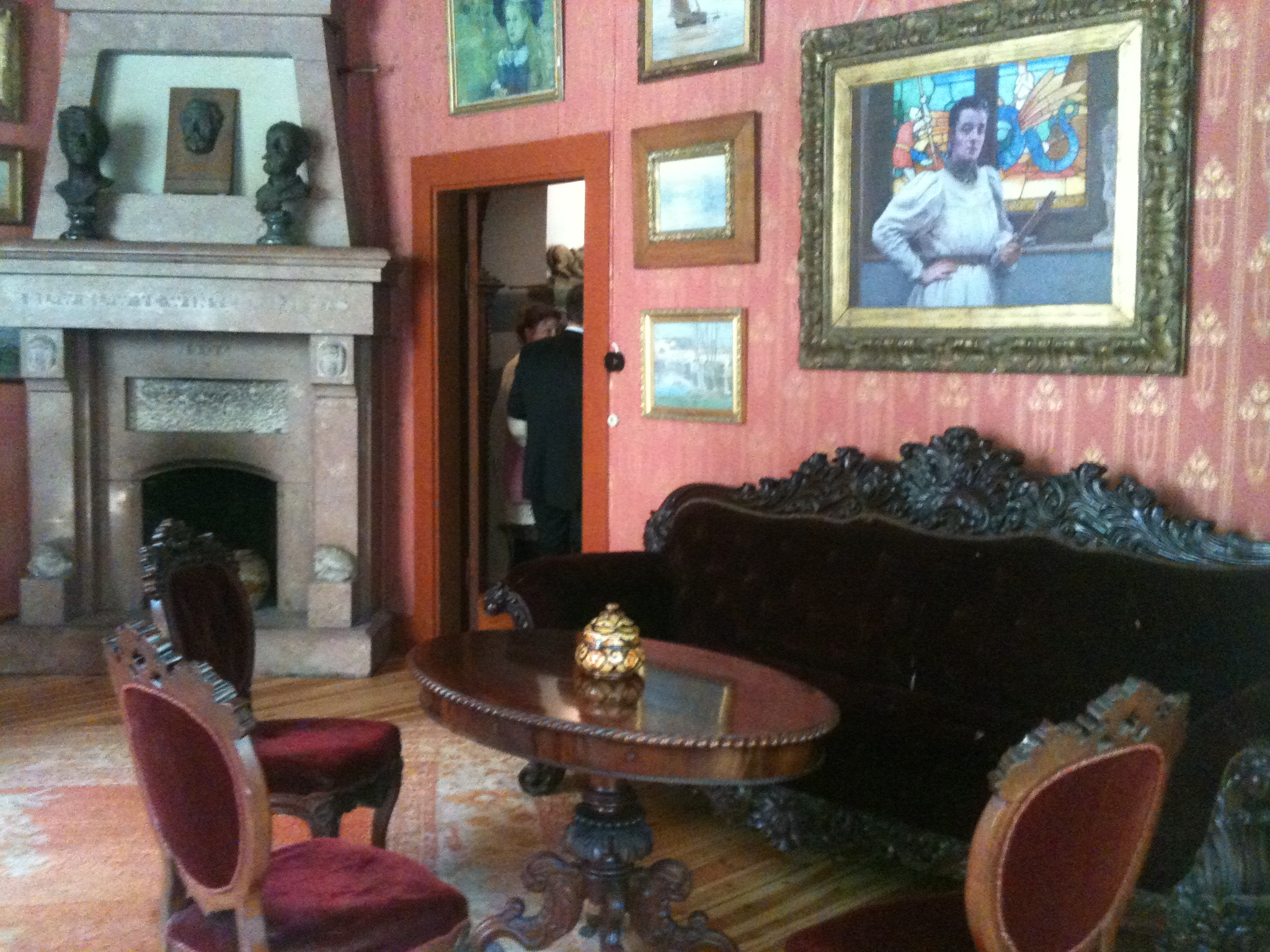
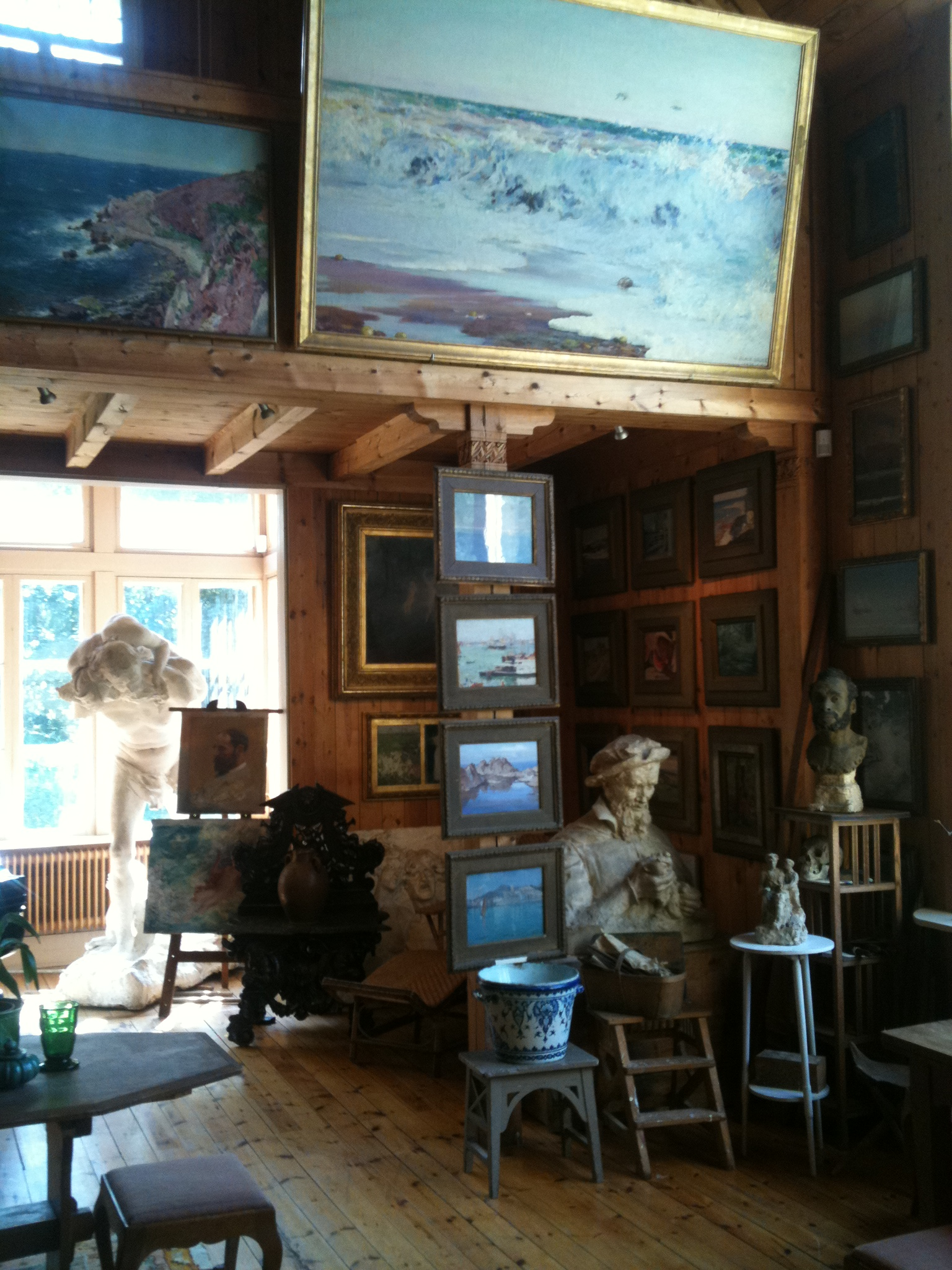